# Tensta
Tensta – dzielnica (stadsdel) Sztokholmu, położona w jego zachodniej części (Västerort) i wchodząca w skład stadsdelsområde Spånga-Tensta. Graniczy z dzielnicami Akalla, Husby, Rinkeby, Bromsten, Solhem i Lunda oraz z gminą Järfälla.
Dzielnica Tensta położona jest na południe od Järvafältet. Zachodnia część dzielnicy nazywana jest Hjulsta. Tensta była budowana w latach 1966–1972 w ramach tzw. miljonprogrammet. Pierwsze mieszkania oddano do użytku w 1967 r. Wśród zabudowy dominują typowe dla miljonprogrammet wielokondygnacyjne bloki mieszkalne.
Według danych opublikowanych przez gminę Sztokholm, 31 grudnia 2020 r. Tensta liczyła 18 313 mieszkańców. Powierzchnia dzielnicy wynosi łącznie 4,23 km². Do Tensty zaliczane jest 2,23 km² niezamieszkanych obszarów zielonych położonych na południe od potoku Igelbäcken na Järvafältet, wchodzących w skład dzielnic Akalla (1,76 km²) i Husby (0,47 km²) (dzielnica administracyjna Rinkeby-Kista). Za utrzymanie tych terenów odpowiedzialna jest dzielnica administracyjna Spånga-Tensta.
Na terenie dzielnicy położone są dwie stacje niebieskiej linii (T10) sztokholmskiego metra, Tensta i Hjulsta.